# El Casar
El Casar ist eine zentralspanische Kleinstadt und eine Gemeinde mit 13.628 Einwohnern (Stand: 2024) im Norden der Provinz Guadalajara in der Autonomen Gemeinschaft Kastilien-La Mancha.
El Casar ist eine der Gemeinden in der Provinz, die Ende des 20. Jahrhunderts einen großen Bevölkerungszuwachs erlebte, parallel zu einer enormen Vergrößerung der urbanisierten Fläche durch Wohnsiedlungen mit geringer Dichte, die ursprünglich hauptsächlich für Zweitwohnungen gedacht waren. Die Bevölkerung hat sich im Zeitraum 1981–2011 ungefähr verzehnfacht. Der Grund ist die Grenze zur Autonomen Gemeinschaft Madrid.

## Bevölkerungsentwicklung
| Jahr      | 1857 | 1900 | 1950  | 2001  | 2019   |
| Einwohner | 767  | 927  | 1.013 | 4.047 | 12.062 |

Wegen der Zuwanderung aus dem Umland ist die Bevölkerung enorm gewachsen.

## Wirtschaft
Ein großer Teil der Bevölkerung von El Casar arbeitet im Großraum Madrid, vor allem in den Städten nördlich von Madrid, und die meisten von ihnen sind im Dienstleistungssektor tätig, gefolgt vom Baugewerbe. Landwirtschaft und Viehzucht, die traditionell die Haupteinnahmequelle darstellten, spielt heute nur noch eine Nebenrolle.